# Brooklyn Bounce
Brooklyn Bounce is een van de vele namen gebruikt door de Duitse house-producenten Matthias Menck (Double M) and Dennis Bohn (D-Bone). Maar ze hebben ook nog muziek uitgebracht onder de naam Mental Madness Productions en Beatbox feat. Rael. 
Menck en Bohn deden ook veel remixes voor onder andere Scooter en Kool & the Gang.

## Carrière
Menck en Bohn, beiden geboren in Hamburg, ontmoetten elkaar in 1995. Het duo stond voor het eerst in de hitlijsten als Boyz R Us met de single "Singin' In My Mind". In 1996 debuteerde het duo als Brooklyn Bounce met "The Theme (Of Progressive Attack)" als eerste hit, die in een mum van tijd bovenaan de Duitse hitlijsten stond. Dit succes was de aanleiding voor hun eerste album The Beginning.
Menck en Bohn werken enkel in de studio en maken geen deel uit van de Brooklyn Bounce live act. In plaats daarvan werkten de twee samen met verschillende zangers en dansers. In de lijst vinden we onder andere René "Diablo" Behrens, Ulrika Bohn, Alejandra Cuevas-Moreno en Stephan "Damon" Zschoppe. Zangers werden enkel vernoemd na het uitbrengen van "Bass, Beats and Melody" in november 2000.

## Discografie

### Singles
Brooklyn Bounce
- 1996 "The Theme (Of Progressive Attack)"
- 1997 "Get Ready to Bounce"
- 1997 "Take a Ride"
- 1997 "The Real Bass"
- 1998 "The Music's Got Me"
- 1998 "Contact"
- 1999 "Canda! (The Dark Side Returns)"
- 1999 "Funk U"
- 2000 "Bass, Beats and Melody"
- 2000 "Tiempo de la Luna"
- 2001 "Born to Bounce (Music is my Destiny)" met Christoph Brüx[1]

- 2001 "Club Bizarre" (Dancesmash op Radio 538)
- 2002 "Loud & Proud"
- 2002 "Bring It Back"
- 2003 "X2X (We Want More!)"
- 2004 "X-Pect the Un X-Pected"
- 2004 "There is Nothing I Won't Do"
- 2004 "Crazy"
- 2005 "Sex, Bass & Rock 'n' Roll"
- 2007 "The Theme (Of Progressive Attack) Recall"
- 2008 "Get Ready to Bounce 2008"

Beatbox feat. Rael
- 1998 "Let the Music Play"
- 1998 "Come Into My Club" (met DJ Shahin en Stephan Browarczyk)
- 2000 "Show Me Love"

Boyz-R-Us
- 1996 "Singin' in my Mind" (Emanuel Jones)
- 1998 "Singin' in my Mind '98" (met Emanuel Jones)
- 1999 "Alright" (met Emanuel Jones)
- 2002 "All Day/Let it All Out"

Andere namen
- 1997 "Follow Me", als "Mental Madness Productions"
- 1998 "Deeper Love", als "Mental Madness Productions"
- 1998 "Watch Me", als "Abuna E"
- 2000 "Druck! (Es Ist Zeit)", als "DJ Bonebreaker"
- 2001 "Friday Nite", als "Double M" (met Sophie Schmachl)
- 2002 "Husten", als "DJ Bonebreaker"

Producties voor andere artiesten
- 2001 Terraformer - "All Over" (met Natalie Tineo)

### Albums
- 1997 The Beginning
- 1997 The Second Attack
- 1998 Re-mixed Collection
- 2000 The Progressive Years
- 2001 Restart
- 2001 Restart - Special Edition
- 2002 BB Nation
- 2004 X-Pect The Un-X-Pected
- 2006 The Best Of